# 加村真美
加村 真美（かむら まみ、1993年（平成5年）1月12日 - ）は、日本の女優である。
岩手県出身。TWIN PLANET ENTERTAINMENT所属。血液型はO型。身長160センチメートル。

## 来歴
デビューは16歳の時岩手県立大学の学園祭に行った際に「岩手美少女図鑑」にスカウトされたことがきっかけ。
2011年3月に発生した東日本大震災を機に岩手美少女図鑑出身のメンバーで結成された被災地支援ユニット・ご当地アイドルグループ「chairmans」のリーダーとして活動する中、高校を卒業した18歳の時に特撮テレビドラマ『鉄神ガンライザー』のオーディションを受け合格。2011年10月の放送スタートから姫神結役で『鉄神ガンライザー東北ヒーローズ』以外の全シーズンに出演している。
2013年末ごろから“可愛すぎる”とインターネット上で話題となり、“1000年に2人目の美少女”と取り上げられることもある。
2015年10月までは岩手県を拠点に活動する女性ローカルアイドルグループ「chairmans（チャーマンズ）」のメンバーとして活動していた。
2016年2月、TWIN PLANET ENTERTAINMENTに所属。
2016年のパズルRPG『エレメンタルストーリー』のCMで全国デビュー。以降、東京へ拠点を移し、女優業を中心に活動している。
2017年4月から放送開始した音楽情報バラエティ番組「関内デビル」の女性MCオーディションで、約1000人の中から抜擢された。2023年3月24日の放送をもって、6年間レギュラー出演していた同番組を卒業した。
2024年6月1日、オフィシャルサイトを開設。

## 出演

### テレビドラマ
- 鉄神ガンライザー シリーズ（テレビ岩手）
  - シーズン1（2011年10月2日 - 2012年4月22日） - ヒロイン・姫神結 役
  - シーズン2（2012年9月9日 - 2013年1月20日） - ヒロイン・姫神結 役
  - シーズン3（2013年7月7日 - 2013年11月17日） - ヒロイン・姫神結 役
  - NEO（2014年7月13日 - 2014年10月19日） - ヒロイン・姫神結 役
  - NEO2（2015年8月9日 - 2015年11月15日） - ヒロイン・姫神結 役
  - ヒーローズ（2016年7月10日 - 2016年10月23日） - 姫神結 役（ゲスト出演）
  - 零（2017年10月15日 - 2018年1月14日） - 姫神結 役
  - NEOサーガ（2019年10月20日 - 2020年1月19日） - 鬼羅結（姫神結） 役
  - レジェンドHEROES（2020年11月22日 - 2021年2月14日） - 鬼羅結（姫神結） 役
  - クロニクル（2021年10月17日 - 2021年12月19日） - 鬼羅結（姫神結） 役
- IQ246〜華麗なる事件簿〜 第1話（2016年10月16日、TBS） - 洋服のサクラバのCMモデル 役
- 仮面ライダーエグゼイド 第6話（2016年11月13日、テレビ朝日） - 堀内曜子 役
- 咲-Saki- 第3局・第4局（2016年12月19日・26日、MBS） - 福路美穂子 役
  - 咲-Saki-特別編（2017年1月9日）
- 嫌われる勇気 第3話（2017年1月26日、フジテレビ） - 西田美由紀 役
- ぬけまいる〜女三人伊勢参り 第1話・第6話（2018年10月27日・12月8日、NHK） - おしゃま連 役
- グッドワイフ 第5話（2019年2月10日、TBS）
- ピーナッツバターサンドウィッチ（2020年4月3日 - 5月22日、MBS） - 片桐明希 役
- 王様戦隊キングオージャー 第14話 - 第50話（2023年6月4日 - 2024年2月25日、テレビ朝日） - スズメ・ディボウスキ 役[16][17]

### WEBドラマ
- 「おいでよ！スポーツ科学部（仮）」(2016年、日本福祉大学） - 主演・市瀬小梅 役[18]
- 今夜、勝手に抱きしめてもいいですか?（2018年9月29日 - 12月15日、ひかりTV・dTVチャンネル） - 雨宮佳乃 役[注 1]
- -50kgのシンデレラ 第7話（2022年9月16日、Paravi）[注 2]
- ケジメつけさせてもらいます。元ヤン弁護士 東矢斎（2025年7月22日 - 、めちゃコミック） - ヒロイン・河井花織 役[19][20]

### 映画
- 咲-Saki-（2017年2月3日、プレシディオ） - 福路美穂子 役
- 笑う招き猫（2017年4月29日、DLE） - 三島夕 役
- 爪先の宇宙（2017年11月17日、メディアプルポ） - ユメコ 役[21]
- ヒノマルソウル〜舞台裏の英雄たち〜（2021年6月18日、東宝） - リポーター 役
- 人生の着替えかた（2022年3月25日、アークエンタテインメント）[22][注 3]
  - ミスりんご（2020年） - ヒロイン・遠藤エミ 役[23][注 4]
  - お茶をつぐ（2022年） - 観光客 役[注 5]

### 舞台
- 劇メシ episode.04『なんでもないトマトなのに』（2016年11月20日 - 11月26日、GOBLIN.千駄ヶ谷）
- 殺してもいい命（2019年6月21日 - 6月30日、サンシャイン劇場） - 平岡朋子 役[24]
- コントと音楽 vol.01 「振り返れない。」（2019年12月6日 - 12月8日、Motion Blue YOKOHAMA）[25][26]
- 演劇ユニット ブッカーズ「サンブンノイチ」（2023年3月1日 - 3月5日、新宿シアターモリエール） - 星野 役[27][注 6]
- G3ユニット「おじさんの恋」（2025年3月26日 - 3月30日、サンモールスタジオ） - マイカ 役
- 劇団チリ「即興の穴」（2025年6月28日、コトブキヤホール）

### オリジナルビデオ
- 王様戦隊キングオージャーVSドンブラザーズ / 王様戦隊キングオージャーVSキョウリュウジャー（2024年10月9日、東映ビデオ） - スズメ・ディボウスキ 役[28]

### テレビアニメ
- SNSポリス（2018年3月24日 - 、GYAO! / 4月8日 - 6月3日、TOKYO MX） - Ｆカップ（ふじ子） 役[29]

### テレビ番組
- 特別番組「『あまちゃん』のここがすごい！ もう一度じぇじぇじぇSP」（2016年2月20日、CSファミリー劇場）[30]
- ごちそんぐDJ（NHK Eテレ）
  - 「柿蜜生姜」MV主演（2016年10月11日）[注 7]
  - 「家族のマスタースープ」MV（2021年3月6日）
- 関内デビル（2017年4月3日 - 2023年3月24日、tvk） - レギュラー出演[31][32][注 8][33]
  - （2024年11月29日） - ゲスト出演
  - （2025年7月25日） - ゲスト出演
- 痛快TV スカッとジャパン（フジテレビ）
  - ハンバーガー大好き 食いしん坊母ちゃん（2017年5月29日） - 川原流奈 役
  - ケチケチ母ちゃん（2017年8月7日） - 片山紗江 役
  - 神対応スカッと パニーニ編（2017年9月11日） - 三山寛美 役
  - スカッとばあちゃん 触ってみないと分からない編（2018年3月26日） - 榎本泰子 役
  - ケチケチ母ちゃん（2018年4月16日） - 大場友子 役
  - ためになったスカッと（2018年10月22日） - 香川 役
  - ショートショートスカッと（2019年1月14日） - 林田玲香 役
  - 言ってやったスカッと（2019年2月4日） - 間宮すず 役
  - 好きになっちゃうじゃんスカッと（2019年7月15日） - 大村瑞穂 役
- 新しい波24（フジテレビ）
- クーリングオフ型ネタ見せ番組 金返せショー（2019年2月2日、フジテレビ）
- 最高の最下位（2020年11月12日、読売テレビ）
- Do8（2020年12月12日・12月19日・12月25日、フジテレビ） - ナレーション出演
- 関内デビルの泉（2021年3月19日、tvk） - ゲスト出演
- 関内エビル（2021年4月2日・8月13日・8月20日・2022年12月9日、tvk） - ゲスト出演・声の出演
- パンサー尾形のわんこ旅 岩手にサンキュー!!（2021年6月27日、岩手めんこいテレビ）
- おばんですいわて（2021年9月9日 - 、NHK盛岡） - 「イワテアス」のコーナーにプレゼンターとして出演
- いわチャン「イワテアス」（2021年10月15日、NHK盛岡[34]） - ナビゲーターとして出演
- キスマイ超BUSAIKU!?（フジテレビ）
  - キスマイが主演・脚本シリーズ「涙のクリスマスイブ」（2022年12月15日・22日） - マイコ 役[35]
  - キスマイが主演・脚本シリーズ「ヤンキーの純愛ストーリー」（2023年4月27日・5月4日） - マイコ 役[36]

### CM
- 株式会社 丸大サクラヰ薬局 ハッピー・ドラッグ、青森県内
- 日本郵便、キヤノンマーケティングジャパン 「写真年賀状プロジェクト2013」（2012年）[37]
- カプコン モンスターハンター4（2013年）- ご当地CM 岩手編[38]
- さいとう製菓株式会社 かもめの玉子（2013年）岩手県、宮城県
- ノースアジア大学（2014年）
- JA青森 「青天の霹靂」（2015年）- JA全農 あおもりキャンペーン
- 東日本大震災支援全国ネットワーク「東北これから会議」PR（2015年）- アンバサダー[39][40]
- 岩手県 魅力発信PR「いわての海と生きる〜漁師と娘の物語〜」（2015年）
- クルーズ 「エレメンタルストーリー」
  - “みんなで消すと超楽しい篇”、“誰かと消すと超楽しい篇”（2016年6月 - ）[10][41]
  - “壁ドン篇”、“新しくなった伊藤くん篇”（2016年12月3日 - ）[42]
- イオンモール盛岡南（2016年7月15日 - ）- 10周年記念CMイメージキャラクター[43]
- ユニバーサル・スタジオ・ジャパン
  - 「ウィザーディング・ワールド・オブ・ハリー・ポッター」（2017年）
  - 「ハリー・ポッター・アンド・ザ・フォービドゥン・ジャーニー™完全版」（2018年 - ）
  - 「ウィザーディング・ワールド・オブ・ハリー・ポッター™10周年」（2024年）
- サントリー 「桃の天然水 Sparkling」（2017年7月）
- カネボウ化粧品 「suisai」（2017年9月 - ）
- 日本マクドナルド 「三角チョコパイ黒白 今年も迷うじゃん」篇（2017年11月 - ）
- 小林製薬（桐灰化学） 「足の冷えない不思議なくつ下」（2017年11月 - ）
- ノジマ 「企業CM」（2017年12月22日 - ）
- カバヤ食品 「塩分チャージタブレッツ」(2018年7月 - )
- アサヒビール「アサヒ ドライゼロスパーク DRY ZERO SPARK 飲みたい瞬間篇」（2019年2月26日 - ）
- 武蔵コーポレーション株式会社（2020年10月 - ）
- BATジャパン Web CM「glo™父と娘篇」（2021年6月 - ）
- Amazon Music Web CM
  - 「音楽がたりない朝」篇、「音楽がたりない夜」篇（2024年4月25日 - ）
  - 「FUJI ROCK FESTIVAL '25 おうちでフジロック」篇（2025年7月15日 - 7月27日）
- 小林製薬 「ピースクリン 水洗いNG篇」（2025年5月1日 - ）

### ミュージックビデオ
- ひまり「坂道〜Graduation〜」（2014年）
- 新しい学校のリーダーズ×コイケヤ 「学校行けやあ゛」（はみ出しプロジェクト）（2016年） - はみ出し出演者：主演[44][45]
- UVERworld「First Sight」（アルバム『UNSER』収録）（2019年）

### ネット配信
- 東北「かって応援」協会 「CHAT EC」（2016年）[46]
- 川崎近海汽船（シルバーフェリー）「Travel Slowly」（2017年 - ）[リンク切れ]

### ラジオ
- PARADISO「CITIZEN GIRLS SPECIAL」（2016年9月30日、J-WAVE）[47]
- JA全農 COUNTDOWN JAPAN（2019年3月9日、TOKYO FM）[注 9]
- 水原ゆきのみなラジオ（2019年5月10日、渋谷クロスFM）[注 10]
- Tresen（FMヨコハマ）
  - （2019年11月18日） - ゲスト出演
  - （2022年5月23日） - ゲスト出演[注 11]

### 玩具
- 王様戦隊キングオージャー MEMORIALIZE DATA CARD スズメ・ディボウスキ&ラクレス・ハスティー、デボニカ&ギラ・ハスティー セット（2025年1月16日）

### その他
- コカ・コーラ Coke ONアプリ チュートリアルムービー（2020年12月 - ）

## 書籍

### 写真集
- 美少女図鑑 岩手版Vol.2（2010年5月29日、アルティ・プロダクツ） - 表紙
- 寝起き女子（2014年12月22日、宝島社）ISBN 978-4-8002-2989-2 - 表紙
- はじめまして、加村です。（2016年9月21日、双葉社）ISBN 978-4575311747

### カレンダー
- 加村真美 2025カレンダー（2024年11月22日、トライエックス／ハゴロモ）JAN 4900459556249

## 受賞歴
- 『日本ツインテール協会』選定「日本ツインテール特別賞」（2014年）[13][48]